# Culex adamesi
Culex adamesi is een muggensoort uit de familie van de steekmuggen (Culicidae). De wetenschappelijke naam van de soort is voor het eerst geldig gepubliceerd in 1980 door Sirivanakarn & Galindo.